# Дикция
Ди́кция (от лат.  dictio — произношение) — чёткость произношения звуков в соответствии с фонетическими нормами языка. Выразительность дикции — важная сторона мастерства актера, певца, выступающего.
Четкая артикуляция звуков зависит от степени тренированности активных органов речи - губ, языка. Поэтому отработка чёткой дикции всегда начинается с мышечных тренировок - артикуляционной гимнастики.
После выработки чёткости действий активных органов речи с помощью артикуляционной гимнастики необходимо перейти к формированию правильных навыков произнесения отдельных гласных и согласных звуков языка. Необходимо помнить, что при произношении гласных надо обращать внимание на правильную позицию и фокусировать звук на кончиках прикрытых губ. Артикуляция гласных должна быть чёткой, но не размашистой - движения небольшие по амплитуде, губы собраны.
Известные мастера художественного слова говорят, что дикция во многом определяет профессиональное соответствие артиста, а недостатки в дикции мешают или не дают возможности быть артистом. Эти требования справедливы и для оратора. При овладении азами  красноречия недостатки в дикции ликвидируются. Ведь дикция - это степень выраженности в произнесении слов и слогов, это манера произношения звуков, а манеры, как известно, можно и нужно совершенствовать.
Однако, сами по себе дефекты произношения не так вредны, как нежелательный эффект, вызываемый искажением звуков. Четкая дикция облегчает восприятие языка аудиторией, а неясное, расплывчатое произношение мешает пониманию слов; плохое произнесение иногда просто лишает фразы смысла. Сильные искажения звуков - резкое «г», свистящее «с», шепелявое «ш», горловое «р» - отвлекают внимание слушателей, заставляют их прислушиваться к дефектам звучания, прерывают ход мысли.

## Интересный факт
Выдающийся древнегреческий оратор Демосфен брал в рот камешки и так читал на память отрывки из произведений поэтов, чтобы сделать своё произношение четким.